# José Luis Giménez-Frontín
José Luis Giménez-Frontín (Barcelona, 1943 - íd, 21 de diciembre de 2008), fue un editor, escritor, traductor y crítico literario y artístico español.

## Biografía
De familia con raíces aragonesas y manchegas, nació en Barcelona, aunque él siempre se consideró manchego; estudió Derecho y, tras una breve etapa como profesor ayudante, se incorporó como director de publicaciones de la Editorial Kairós, propiedad de Salvador Pániker, donde publicó autores de la contracultura de los años sesenta y textos polémicos de Terenci Moix, así como Los ocho nombres de Picasso, de Rafael Alberti, primer libro del autor gaditano aparecido en España después de 1939. Su obra poética es la de un independiente. Existe conciencia social, la participación en la lucha contra la dictadura, la exigencia de una nueva manera de entender la libertad y una última y creciente preocupación espiritual, que no dejaba de lado los infortunios colectivos. Estaba casado con Pilar Brea. Tuvo un hijo, Daniel, de su primer matrimonio con Maria-Luisa Feliu y tres nietos, Max, Léo y Oscar.
Ha traducido a Jean Jaurès (Los orígenes del socialismo alemán), Marthe Robert (Acerca de Kafka. Acerca de Freud), Maurice Nadeau (Gustave Flaubert, escritor), Lewis Carroll (poesía incluida en la edición ilustrada Niñas), Donald Barthelme (Paraíso) y Flannery O'Connor (Los profetas), así como la versión de poemas de Werner Aspenström realizada con el poeta sueco Lasse Södeberg. También ha traducido del catalán poemas de Joan Salvat-Papasseit y Bartomeu Rosselló-Pòrcel, entre otros. Fundó el suplemento literario semanal del Tele-Expres, y colaboró en El País, ABC, Avui, El Mundo y La Vanguardia y en las revistas Triunfo, Cuadernos para el Diálogo, El Urogallo, Hora de Poesía, Cuadernos del Norte, Cuadernos de Son Armadans, Ínsula, Cuadernos Hispanoamericanos, Quimera, Lateral, Turia o Cuadernos de Estudio y Cultura de la ACEC.
Empezó a escribir poesía en 1972 y recogió toda su producción poética en 2006 con el título de La ruta de Occitania. Poesía reunida, suma de una labor lírica que había sido reconocida con el Premio de literatura Ciudad de Barcelona en 1981 (Las voces de Laye), que volvió a ganar en 1991, pero por una novela: Señorear la tierra; también escribió una novela negra, El idiota enamorado (1982), su obra más vendida y reimpresa. Sobre su estancia, como lector, en las universidades de Bristol y tres años en Oxford, escribió los memoriales de Woodstock Road en julio. Notas y diario (1996) y Los años contados (2008), última de sus obras. Fue presidente de la Associació Col.legial de Escriptors de Catalunya/Asociación Colegial de Escritores de Cataluña (ACEC) desde 1980 hasta su muerte y director de la Fundació Caixa Catalunya (1987-2004), en la que desarrolló una gran labor de dinamización cultural recuperando a autores olvidados o marginados por la cultura oficial. Organizó asimismo los actos relativos al cuatricentenario de la primera parte del Quijote y medió para congraciar a las partes divididas de la cultura catalana por cuestiones lingüísticas. Esta trayectoria cultural le valió la condecoración francesa de Chevalier de l'Ordre National du Mérit y el Premio Esquío de Poesía 2006. Ha sido juez, profesor y traductor, ha organizado exposiciones y ha dirigido colecciones editoriales y revistas. También fue miembro de la ACCA (Asociación Catalana de Críticos de Arte) y de la AICA (Asociación Internacional de Críticos de Arte), y vicepresidente del Centro Español de Derechos Reprográficos. Realizó adaptaciones de clásicos para la literatura infantil: El Rey Lear (1983), El Ramayana (1984), Macbeth (1985), La tragedia de Romeo y Julieta (1985), Los siete viajes de Simbad el marino (1986) y Don Quijote (1989) y escribió él mismo algunas obras. Se le detectó un cáncer fulminante muy avanzado y falleció tres semanas después, el 21 de diciembre de 2008.

## Obras

### Poesía
- La Sagrada Familia y otros poemas, B., Lumen, 1972.
- Amor Omnia y otros poemas, B., Ambito, 1976.
- Las voces de Laye, M., Hiperión, 1981. (Premio Ciudad de Barcelona)
- El largo adiós, B., Taifa, 1985.
- Que no muera ese instante, B., Lumen, 1993.
- Astrolabio (Antología 1972-1988). 1999.
- El ensayo del organista. 1999
- Zona Cero. 2003
- La ruta de Occitania. Poesía reunida (1972-2006), Igitur, 2006.
- Requiem de las esferas. 2006 (Premio Esquío)
- Tres elegías. Ed. de arte a cargo de José Joaquín Beeme, tiraje limitado. La Torre degli Arabeschi, Angera (Varese), Italia, 2007.

### Memorias
- Costa Brava, 1976.
- Woodstock Road en julio. Notas y diario (1996).
- Los años contados (2008).

### Narrativa
- Un día de campo. 1974
- El idiota enamorado. 1982
- El carro del heno. 1987
- Justos y benéficos. 1988
- Señorear la tierra. 1991. Premio Ciudad de Barcelona 1992
- La otra casa. 1997
- Cordelia. 2000

### Ensayo
- Movimientos literarios de vanguardia. 1974
- 6 ensayos heterodoxos. 1976
- El Surrealismo. 1978
- Camilo José Cela. Texto y contexto. 1985
- Teatre-Museu Dalí. versión íntegra. 1994, 2000
- Visiones del Quijote, "De la pedagogía al signo". 2005.

### Otros textos
- “Pero no es necesario morir con discreción a la ternura” (poema), Papeles de Son Armadans, Madrid-Palma, n.º 178, enero de 1971.
- “Dos poemas”, Cuadernos Hispanoamericanos, Madrid, n.º 340, octubre de 1978.
- “Carpentier en el reino de las sombras: una lectura de La Consagración de la Primavera ”, El Viejo Topo, Mataró, n.º abril de 1979, y Uno más Uno , México.
- “Doce poemas de Werner Aspenström” (Versión de Lasse Söderberg y J.L.G-F), en Cuadernos de Traducción e Interpretación, UAB, Barcelona, n.º 8-9, 1982.
- “Los surrealistas contra Juan Ramón Jiménez. Una primera ilegitimación de la poesía lírica.”, en Quimera, Barcelona, n.º 21-22, julio-agosto de 1982.
- “Entre sociales y novísimos: el legado poético de Jaime Gil de Biedma”, Quimera, Barcelona, n.º 32, octubre de 1983.
- “Mito e historia en La guerra del fin del mundo”, en Los Cuadernos del Norte, Oviedo, n.º 34, noviembre-diciembre de 1985.
- “Un turbio asunto del Siglo de Oro: A Lope de Vega 300 ducados de renta”, en Quimera, Barcelona, n.º 47, sin datación (diciembre de 1985).
- “Mazurca para dos muertos, una propuesta de lectura”, en Camilo José Cela, Ínsula, Madrid, n.º 518-519, febrero-marzo de 1990.
- “Gil de Biedma y la generación novísima”, en Ínsula, Madrid, n.º 523-524, julio-agosto de 1990.
- “La legitimación del Derecho y la conciencia del juez en la obra de un jurista de nuestro tiempo”, en monográfico Cesáreo Rodríguez Aguilera, Antrhropos, Barcelona, n.º 157, junio de 1994.
- “Lijando madera vieja puede llegar a vislumbrarse el corazón del mal” (poema), en Turia, Teruel, n.º 38, noviembre de 1996.
- “El servei public de les fundacions privades”, en Barcelona Metròpolis Mediterrània, Barcelona, Núm. 29, Gener-Febrer, 1996.
- “Los trabajos y los días de Ángel Crespo” en Ángel Crespo: el realismo y la magia, Ínsula, Madrid, n.º 670, octubre de 2002.
- “Más poetas de Barcelona: José Luis Giménez-Frontín. Poemas recientes e inéditos”. The Barcelona Review , Revista Internacional de Narrativa Breve Contemporánea, www.barcelonareview.com n.º 38, septiembre-octubre de 2003.
- “Los niños muertos de Belsán ya no padecerán síndrome de Estocolmo” (poema), en Turia, Teruel, n.º 71-72, noviembre de 2004-febrero de 2005.
- “Claves para la lectura actual de un clásico”, en monográfico Don Quijote 2005, Vanguardia Grandes Temas, Barcelona, n.º 2, enero de 2005.
- “Los años de El bosque transparente y de Dante”, en "Ángel Crespo, una obra completa", Quimera, Barcelona, n.º 254, marzo de 2005.
- “El genio según Bloom”, Culturas, La Vanguardia, Barcelona, 12 de octubre de 2005.
- “La violencia de Eros” en "La violencia de género en la literatura y las artes", Cuadernos de Estudio y Cultura, ACEC, Barcelona n.º 21-22, 2005.
- “La primera poesía de Juan Eduardo Cirlot”, Culturas, La Vanguardia, Barcelona, 30 de noviembre de 2005.
- “Ambivalencia del sentido de la Justicia en Cervantes: Quijote, Sancho y Roque Guinart”, Cuadernos de Estudio y Cultura, ACEC, Barcelona, n.º 23, 2005.
- “Enrique Badosa (selección de poemas y nota bibibliográfica realizadas por José Luis Giménez-Frontín)”. The Barcelona Review , Revista Internacional de Narrativa Breve Contemporánea , www.barcelonareview.com n.º 54, julio-agosto de 2006.
- "De Europa considerada como subcontinente asiático. Una lectura de Índika de Agustín Pániker", Ferrol Análisis, Revista de pensamiento y cultura, n.º 21, Ferrol 2006.
- "Gore vidal, polemista nato", Culturas n.º 253, La Vanguardia, Barcelona, 2007.
- "L'esplendor animista. L'obra de Miquel Barceló a la catedral de Palma", en Avui, 19 de abril de 2007.
- "Brasilia, la utopía que no cesa: El Museo Nacional-Complexo Cultural da República", en Culturas 275, La Vanguardia, 26 de septiembre de 2007.
- "De héroe a enemigo. Vida y destino de Vassili Grossman.", Culturas 277, La Vanguardia, 10 de octubre de 2007.
- “Tres imágenes del asalto a Punta Arenas” (poema) en VVAA, Chile en el corazón, Ediciones Península, Barcelona, 1975.
- “Crónica y reivindicación de Borges” en VVAA, Asedio a Jorge Luis Borges, edición de Joaquín Marco, Ultramar, Madrid, 1981.
- “Una carta a Juan Ramón Jiménez, medio siglo después” en VVAA, Estudios sobre Juan Ramón, Recinto Universitario de Mayagüez, Puerto Rico, 1981
- “Zorras y erizos ante La colmena”, en VVAA, Mazurca para Camilo José Cela, Edición de Francisco López, Ayuntamientos de Palma y La Coruña, 1986.
- “El dogo gris” (narración) en VVAA, Cuentos eróticos, Grijalbo, Barcelona, 1987.
- “El amor es un juego solitario o la ilusión de los sentimientos reflejos” en Esther Tusquets, El amor es un juego solitario, Círculo de Lectores, Barcelona, 1988.
- “Henry Miller, una cicatriz en el mundo” en Henry Miller, Trópico de Cáncer, Círculo de Lectores, Barcelona, 1988.
- “La auténtica disputa en torno al señor Cayo” en Miguel Delibes, El disputado voto del señor Cayo, Círculo de Lectores, Barcelona, 1989.
- “Moscú revisitado o el humor lírico y justiciero de Satanás” en Mijaíl Bulgákov, El maestro y Margarita, Círculo de Lectores, Barcelona, 1989.
- “De la sangre vertida por las buenas causas” en Leonardo Sciascia, Todo modo, Círculo de Lectores, Barcelona, 1990.
- “Realidad, fantasmagoría y lenguaje en Luis Martín-Santos” en Tiempo de silencio, Círculo de Lectores, Barcelona, 1992.
- “Miradas y depredaciones” en el catálogo Roca Sans. La mirada y el gesto, Ceres, Barcelona, 1882.
- “El corazón de las tinieblas o la obra negra de Beneyto” en el catálogo Beneyto. Pinturas. Esculturas negras, Galería Matisse, Barcelona, 1990.
- “Las moralidades de Ricardo Blasco”, en Ricardo Blasco Romero, Palinodia en do menor, Seuba ediciones, Barcelona, 1996.
- “Girolamo Giacomo Casanova, s.XVIII, fundador y eremita” (poema) en VVAA, Homenaje a Casanova, edición de Jaime Rosal, Montesinos, Barcelona, 1998.
- “En el desierto claman” (poema) en VVAA, Tiempo de eclipses. Homenaje a Miguel Ramos, Servigrafi, Cádiz, 1998.
- “Fragmentos de un informe apócrifo, filtrado anónimamente en las redes desde Al´Habal en el año glorioso de 1550” (narración) en VVAA, Al otro lado de la fugida, Edicions fet a mà, Barcelona, 2002.
- “Transfiguración de Julia Buterflay Hill desde la mineral altura de una secuoya...” (poema) en el catálogo Terra i abres. Artistes per la terra. Fundació Terra i Abres, Barcelona, 2002.
- “El penúltimo espacio” (narración) en VVAA, El libro de los sueños, edición a cargo de Esther Tusquets, RqueR editorial, Barcelona, 2005.
- “Bizancio y la gloria de los iconos”, en VVAA, Historia del Arte, Tomo V, Salvat, Barcelona, 2006.
- "Loa y ensoñación en Sicilia para Javier Lentini", en Javier Lentini, La sal y otros poemas, Ediciones Igitur, Monblanc, Tarragona, 2005.
- Prólogo a Historia del Arte, Vol. I, Ed. Salvat/El País, Barcelona, 2006.

### Literatura infantil
- Historia del pequeño chamán. 1978
- El pájaro pico de oro y otras historias. 1982
- La flauta mágica. 1987
- Pequeña historia de Miguel de Cervantes. 2005